# ساسکس

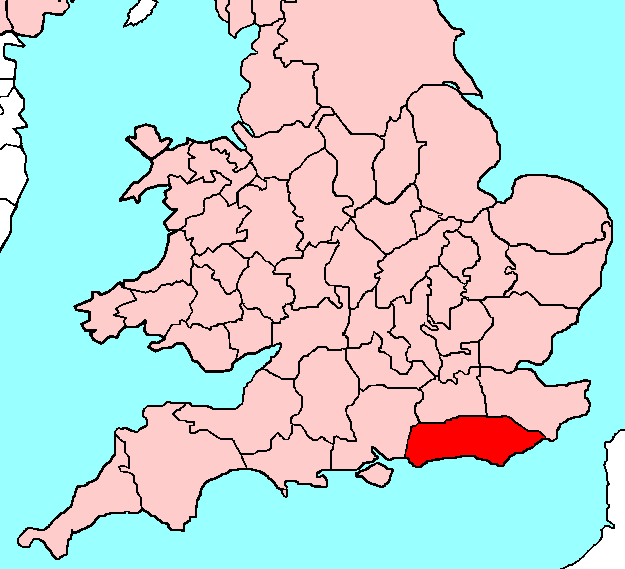
حدود تاریخی ساسکس در نقشه

ساسِکس (به انگلیسی: Sussex) یکی از شهرستان‌های تاریخی انگلیس است. این منطقه تاریخی هم‌اکنون شامل دو شهرستان ساسکس غربی و ساسکس شرقی است. 